# Nam Dinh (provincie)
Nam Định (vietnamsky Nam Định) je provincie nacházející se v severní části Vietnamu, v niž žije téměř 2 miliony obyvatel. Hlavním městem je Nam Định.

## Geografie
Provincie sousedí se 3 provinciemi: Ninh Binh, Ha Nam a Thai Binh. Provincie se nachází v ústí Rudé řeky, která představuje důležitou vodní tepnu provincie.